# Девочка из океана
«Девочка из океана» или «Девочка и океан» (англ. Ocean girl) — австралийский фантастический сериал о прекрасной Нери, её друзьях, Джейсоне и Бретте, юных жителях подводной научно-исследовательской станции ОРКА. Нери, девочка из океана, — смелая и находчивая, может плавать с необычайной скоростью. Но самая необычная её способность — телепатически разговаривать и понимать 40-тонного горбатого кита по имени Чарли. Сериал снимался с 1994 по 1997 год. Всего на экраны вышло 78 серий (4 сезона). 1 и 2 сезоны — по 13 серий, 3 и 4 сезоны — по 26 серий каждый. В 1998 году сериал получил награду от ATOM AWARDS как лучший детский сериал (Best children’s Drama Series).
Сериал также послужил вдохновением для создателей мультсериала «Новые приключения принцессы Нери», который, однако, имеет мало общего с оригинальным проектом. В 1994 году сюжетный редактор Питер Хепворт издал новеллизацию, основанную на первом сезоне сериала.

## Сюжет
Джейсон и Бретт прибывают на подводную научно-исследовательскую станцию ОРКА со своей матерью — крупным морским биологом, специалистом по общению с животными, доктором Дайан Бейтс. Там они знакомятся с девочкой, живущей на острове, которая оказывается инопланетянкой, и лишь она сможет спасти не только свою и нашу планету, но и всю Вселенную от вторжения врагов.

## В ролях
- Маржена Годецки — Нери (1-4 сезон)
- Дэвид Хофлин — Джейсон (1-4 сезон)
- Джеффри Уокер — Бретт (1-4 сезон)
- Керри Армстронг — Даянн Бейтс (1-2 сезон)
- Лиз Берч — Даянн Бейтс (3-4 сезон)
- Алекс Пиндер — Винстон (1-4 сезон)
- Лорна Хьюитт — Мейра (2-4 сезон)
- Николас Белл — доктор Хеллегран (1-3 сезон)
- Надя Костич — Келлар (3 сезон)

## Серии

### 1 сезон
| Серия | Название                         |
| --- | -------------------------------- |
| 01 | «Strange Encounters»             |
| Джейсон видел Нери, когда ставил радиомаячок на кита, однако ему никто не верит, над ним смеются. Джейсон решает доказать свою правоту.                                                   |                                  |
| 02 | «Bad-Berry Dreams»               |
| Нери спасает Брета, попавшего в опасную ситуацию в океане из-за козней Ванессы. Брет рассказывает об этом только Джейсону.                                                                |                                  |
| 03 | «Secrets»                        |
| Нери запуталась в сетке, спасая кита. Джейсон её выручил, и они подружились. Джейсон и Брет решают сохранить тайну Нери.                                                                  |                                  |
| 04 | «Hell N' High Water»             |
| Нери предупреждает о землетрясении, но Джейсон не может убедить командора Лукаса. Дэмиен и Ли попадают в ловушку в затопляемой секции.                                                    |                                  |
| 05 | «Past Imperfect»                 |
| Джейсон рассказывает Нери о своем отце, она ему – о своем. А Брет беспокоится, что у его мамы особые отношения с командором Лукасом.                                                      |                                  |
| 06 | «The Real World»                 |
| Какие-то бизнесмены хотят устроить на острове Нери курорт, Джейсон и Нери их отваживают. А Ванесса шантажирует Джоди, чтобы та следила за Джейсоном.                                      |                                  |
| 07 | «Remember When»                  |
| Чарли и Нери страдают от утечки в океан ядовитого вещества. Друзья помогают Джейсону вывести на чистую воду источник этой опасной утечки.                                                 |                                  |
| 08 | «Behind Enemy Lines»             |
| Нери настояла на посещении ОРКА. Её появление не осталось незамеченным, Джейсону и Брету пришлось понервничать, а Нери здесь понравилось.                                                 |                                  |
| 09 | «Breaking Away»                  |
| Нери снова приходит, и вместе с детьми из ОРКА едет в экскурсию на берег, в город. Там Нери помогает мальчику-аборигену. У Ли романтические отношения с Джейсоном, а Нери целует Дэмиена. |                                  |
| 10 | «In the Deep End»                |
| Либо Нери будет обнаружена, либо мама Джейсона и Брета потеряет работу. Нери выбирает первое, и спасает жизнь доктору Даяне Бейтс.                                                        |                                  |
| 11 | «The Girl Who Fell from the Sea» |
| Нери согласилась остаться в ОРКА, и позволить маме Джейсона и Брета её изучать. А тем временем кто-то без разрешения сует нос в исследования доктора Бейтс.                               |                                  |
| 12 | «Running Tide»                   |
| Это лаборатория УБРИ хочет опередить доктора Бейтс, и они захватывают Чарли в плен. Нери в отчаянии, командор Лукас узнает что она связана с этим делом.                                  |                                  |
| 13 | «Siren Call»                     |
| Все дети ОРКА помогают Нери вызволить Чарли из УБРИ. Доктор Бейтс и командор Лукас уничтожают записи о ней. Нери уплывает с Чарли.                                                        |                                  |

## Призы
- Премия Британской академии кино и телевизионных искусств (BAFTA Awards) за лучший зарубежный детский сериал (1998).